# シュルーズベリー・スクール
シュルーズベリー・スクール（英: Shrewsbury School）またはシュルーズベリー校は、1552年にロイヤル憲章によって設立された13～18歳生徒用の男女共学私立学校。元々は、シュロップシャー州シュルーズベリーのセヴァーン川ほとりに位置していたが、1882年に現在の位置に移動した。パブリックスクール法（1868）によって定義された偉大なるパブリックスクールで、9つの"クラレンドン·スクール"の一つである。もともと男子制寄宿学校だったが、2008年以来シックスフォームの女子児童も是認され、130人の通学生徒を含め生徒総数720人となった。2014年からは全学年男女共学となる。生徒となる者は13歳の時に入学選抜試験を合格しないといけない。
卒業生は、Old Salopians（古シュロップシャー人）と呼ばれ、『種の起源』で世界的に有名なチャールズ・ダーウィン、モンティ・パイソンのマイケル・ペイリン、詩人フィリップ・シドニー、マーテイン・リース、小説家サミュエル・バトラー・ネビル・シュート、キャスタージョン・ピールなどが居る。
学校は長くスポーツ遺産を持っており、クロスカントリーランニングクラブ（the "Hunt"）は世界で最も古く、第一回近代トラック&フィールド運動大会が学校で開催された。卒業生はサッカーとサッカールールを策定する中で主導的な役割を果たした。王立シュルーズベリー校ボートクラブ ヘンリーロイヤルレガッタは、歴史の中で最も成功した学校のボート競技クラブである。

## 建物（寄宿舎）
| ハウス               | 色 | 色 | 色                         |  |
| -------------------- | -- | -- | -------------------------- |  |
| Churchill's Hall     |    |    | ダークブルーとライトブルー |  |
| The Grove Cornflower |    |    | 青と白                     |  |
| Ingram's Halll       |    |    | 緑と白                     |  |
| Moser's Hall         |    |    | ダークレッドと黒           |  |
| Oldham's Hall        |    |    | チョコレート と白          |  |
| Port Hill            |    |    | 金 & 赤                    |  |
| Radbrook             |    |    | すみれ色 と 白             |  |
| Ridgemount           |    |    | Royal Blue & Old Gold      |  |
| Rigg's Hall          |    |    | チョコレート & 金          |  |
| School House Black   |    |    | マゼンタ & 白              |  |
| Severn Hill          |    |    | Maroon & French Grey       |  |
| Mary Sidney Hall     |    |    | Dark Blue & Pink           |  |
| Emma Darwin Hall     |    |    | Wedgwood Blue & Green      |  |

Port Hill寮とRadbrook寮はDayboys Hallとして一つだったが、後に分割された。Severn Hillは以前は「チャンス」と呼ばれていた。Mary Sidney Hall 2008年9月開講。 Emma Darwin Hall2011年9月開講 